# Humphrey Cobb
Humphrey Cobb (Siena, 5 settembre 1899 – New York, 25 aprile 1944) è stato uno sceneggiatore e romanziere canadese.

## Biografia
L'opera che lo consacrò al grande pubblico fu Orizzonti di Gloria (Paths of Glory), romanzo scritto nel 1935, che fu adattato per il grande schermo nel 1957 da Stanley Kubrick con il film omonimo.
Cobb fu anche autore della sceneggiatura del film San Quentin, con Humphrey Bogart.
Combatté nell'esercito canadese per tre anni durante la prima guerra mondiale. Visse anche negli Stati Uniti.